# James Frederick Wood
James Frederick Bryan Wood (ur. 27 kwietnia 1813 w Filadelfii, zm. 20 czerwca 1883 tamże) – amerykański duchowny katolicki, biskup, a następnie pierwszy arcybiskup metropolita Filadelfii w latach 1860-1883.

## Życiorys
Przyszedł na świat w rodzinie unitariańskiej. Jego rodzice pochodzili z Anglii. Kształcił się w dziedzinie bankowości początkowo w Anglii, a następnie w prywatnej szkole w Filadelfii. Od roku 1827 rodzina mieszkała w Cincinnati. Tam młody Wood pracował jako urzędnik w banku. Będąc pod wpływem swego przyjaciela bpa Johna Purcella dnia 7 kwietnia 1836 otrzymał chrzest w Kościele katolickim. Postanowił porzucić pracę w banku i rozpocząć przygotowania do kapłaństwa. W latach 1839–1844 studiował w Rzymie w Kolegium Propagandy. Święcenia kapłańskie otrzymał z rąk kardynała Giacomo Filippo Fransoniego. Został inkardynowany do diecezji Cincinnati, gdzie służył duszpastersko przez następne trzynaście lat.
9 stycznia 1857 otrzymał nominację na koadiutora biskupa swej rodzinnej Filadelfii. Otrzymał wówczas stolicę tytularną Antigonea. Sakry udzielił mu abp Purcell. Od początku swej pracy w Filadelfii był jako wykwalifikowany specjalista odpowiedzialny za finanse diecezji. Sukcesję przejął niespodziewanie 5 stycznia 1860 roku po nagłej śmierci bpa Johna Neumanna (późniejszego świętego). Za jego rządów wybudowana została nowa katedra, a seminarium diecezjalne św. Karola Boromeusza zmieniło siedzibę po zakupie ziemi przez biskupa w Overbrook. Od roku 1862 Wood nosił tytuł Asystenta Tronu Papieskiego. W czasie jego kadencji powstały w Pensylwanii i Delaware trzy nowe diecezje (Harrisburg, Scranrton i Wilmington) co przyczyniło się do podniesienia diecezji filadelfijskiej do rangi metropolii. Stało się to 12 lutego 1875 roku. Bp Wood został tym samym pierwszym arcybiskupem metropolitą filadelfijskim. Paliusz otrzymał 17 czerwca 1875 roku z rąk prymasa Jamesa Bayleya. Po śmierci pochowany został w archikatedrze świętych Piotra i Pawła.